# Pablo Pérez Coronado
Pablo Pérez Coronado (Salamanca, 26 de diciembre de 1984) es un político, economista y profesor español del Partido Popular, actualmente es diputado en la XV legislatura tras las elecciones generales julio de 2023, también ha sido senador en la XIV legislatura además de concejal y alcaldable por este mismo partido en la ciudad de Segovia.

## Biografía
Aunque nació en Salamanca el 26 de diciembre de 1984, vivió desde siempre en Segovia. Se licenció en Administración y dirección de empresas por la Universidad de Valladolid y también como Gestor Patrimonial de Certificación EFA por el Instituto Español de Analistas Financieros. De 2007 a 2008 trabajó en Bankinter como gestor de banca privada y posteriormente de 2008 a 2010 como asesor de inversiones. Desde 2009 es docente en la Universidad de Valladolid y desde 2010 hasta 2019 es nombrado director de Renta 4 Banco.
En 2012 fue nombrado consejero de la entidad privada Gestión y Calidad Turística Ciudad de Segovia, S.A.U, sociedad mercantil creada por el Ayuntamiento de Segovia y presidida por su entonces alcalde Pedro Arahuetes.
Pablo Pérez se casó el 25 de mayo de 2019 con la agente de GMS Inmobiliaria, Paloma Cantalejo, que también pertenece al Partido Popular, esta fue candidata (no electa) a la alcaldía de Cabañas de Polendos en 2019, donde el partido consiguió el peor resultado de la historia con solamente 9 votos. Actualmente tienen 1 hijo.

### Trayectoria política
A los 17 años ingresó en las Nuevas Generaciones del Partido Popular, que presidiría de 2006 a 2014. En las elecciones municipales de 2007 fue candidato a concejal en Segovia, tras no ser elegido, tuvo que esperar hasta el 27 de marzo de 2009, cuando tras la dimisión de dos concejales de su partido hizo de relevo en el cargo. Fue concejal hasta las elecciones municipales de 2023, cuando ya no se presentó.
En las elecciones municipales de 2019 fue candidato a alcalde, no sin cierta polémica por haber sido impuesto como alcaldable por actores del partido ajenos a Segovia, en estos comicios la alcaldesa Clara Luquero consiguió revalidar su cargo y Pablo Pérez fue el líder de la oposición en el ayuntamiento.
En las elecciones generales de noviembre de 2019 fue elegido senador y en las elecciones generales de 2023 encabezó la lista del Partido Popular al Congreso de los Diputados, consiguiendo el cargo de diputado con dos de los tres escaños a repartir, en ambos comicios se presentó por la circunscripción de Segovia.